# Melathrokerion
Melathrokerion es un género de foraminífero bentónico la familia Charentiidae, de la superfamilia Biokovinoidea, del suborden Biokovinina y del orden Loftusiida. Su especie tipo es Melathrokerion valserinensis. Su rango cronoestratigráfico abarca desde el Barremiense hasta el Bedouliense (Cretácico inferior).

## Discusión
Clasificaciones previas incluían Melathrokerion en el suborden Textulariina y en el orden Textulariida.

## Clasificación
Melathrokerion incluye a las siguientes especies:
- Melathrokerion valserinensis †
- Melathrokerion ovatus †
- Melathrokerion spirialis †
- Melathrokerion valserinensis †